# リンパ系フィラリア症
リンパ系フィラリア症（リンパけいフィラリアしょう、英: Lymphatic filariasis）は、フィラリアという寄生虫によって引き起こされるヒトにみられる疾病である。リンパ系フィラリア症のほとんどは無症状である。しかし、一部の罹患者には、腕、脚、胸、生殖器に重度の腫れを特徴とした象皮病と呼ばれる症候群を発症する。また皮膚も厚くなり、痛みを伴うことがある。これらの身体の変化により、その人の社会的または経済的状況にも害を及ぼす可能性がある。
フィラリアは感染した蚊に刺されることで広がる。リンパ系フィラリア症を引き起こすフィラリアは、バンクロフト糸状虫、マレー糸状虫、チモール糸状虫の３種類であり、中でもバンクロフト糸状虫は最も一般的である。これらのフィラリアはリンパ系に損傷を与える。この病気の診断は、夜間に採取された血液の顕微鏡検査による。血液は通常、ギムザ染色で染色された後、血液塗抹標本にして検査される。病気に対する抗体について血液検査することで診断される場合もある。他にフィラリアと同科である回虫は河川盲目症の原因である。
予防は、大量駆虫をすることで病気が存在するグループ全体を治療することである。この病気が頻繁にみられる地域では、感染をなくすために約６年間毎年大量駆虫が行われている。使用される薬剤には、イベルメクチンを含むアルベンダゾールやジエチルカルバマジンを含むアルベンダゾールなどの抗寄生虫薬があげられる。薬は成虫を殺すことはないが、マクロフィラリアを減らすためフィラリアが自然死するまで病気のさらなる拡散を防ぐ。また、蚊の数を減らしたり、蚊帳の使用を促進するなど、蚊に刺されないようにする取り組みも推奨されている。
2015年には約3,850万人が感染した。54か国で約9億5000万人がこの病気のリスクにさらされている。最も一般的にみられる地域は熱帯アフリカとアジアである。リンパ系フィラリア症の症状は古代の歴史を通して特徴づけられてきた。リンパ系フィラリア症は、顧みられない熱帯病であり、4つの主要な蠕虫症の1つである。この疾病の影響により、年間数十億ドルの経済的損失が発生している。